# Trekanten
Trekanten – miejscowość (tätort) w Szwecji, w regionie administracyjnym (län) Kalmar, w gminie Kalmar.
Według danych Szwedzkiego Urzędu Statystycznego liczba ludności wyniosła: 1599 (31 grudnia 2015), 1592 (31 grudnia 2018) i 1608 (31 grudnia 2019).